# Francesco di Toppo
Francesco di Toppo (13 aprile 1797 – Udine, 19 febbraio 1883) è stato un collezionista d'arte e letterato italiano.

## Biografia
Ultimo discendente della famiglia dei conti di Toppo, divenne nel 1822 consigliere comunale ed assessore municipale del comune di Udine, ente di cui ricoprì anche la carica di Podestà negli anni 1829-1832. Il 16 giugno 1822 fu proclamato socio ordinario dell'Accademia di Udine, di cui fu anche presidente successivamente. Negli anni fra il 1832 ed il 1851 ricoprì la carica di direttore del Liceo di Udine e fu il primo presidente del consiglio di Amministrazione della Cassa di Risparmio di Udine tra il 1876 e il 1887.
In tarda età nacque la sua passione per l'archeologia, specialmente per quella aquileiese, grazie alla quale Francesco di Toppo incrementò la collezione già creata dal padre Nicolò. 
Con l'Accademia e la cerchia di intellettuali udinesi dell'epoca, tra cui Jacopo Pirona, contribuì alla costituzione del Museo di Udine, aperto nel 1866.

## Biblioteca personale
Nel 1883, dopo la sua morte, la vedova Margherita Ciconi Beltrame donò la raccolta del marito alla città di Udine. Essa era costituita da un gran numero di reperti archeologici provenienti da Aquileia, da un archivio di famiglia e da una biblioteca.  
La collezione archeologica entrò a far parte dei Civici Musei e dal 1906 si trova presso Il Castello di Udine. L'archivio, ricco di pergamene, carte e documenti dal 1217 al 1852 riguardanti la famiglia di Toppo, fu consegnato alla  Biblioteca civica Vincenzo Joppi nel 1905 e nel 1959 trasferito presso l'Archivio di Stato di Udine dove ancora si trova. 

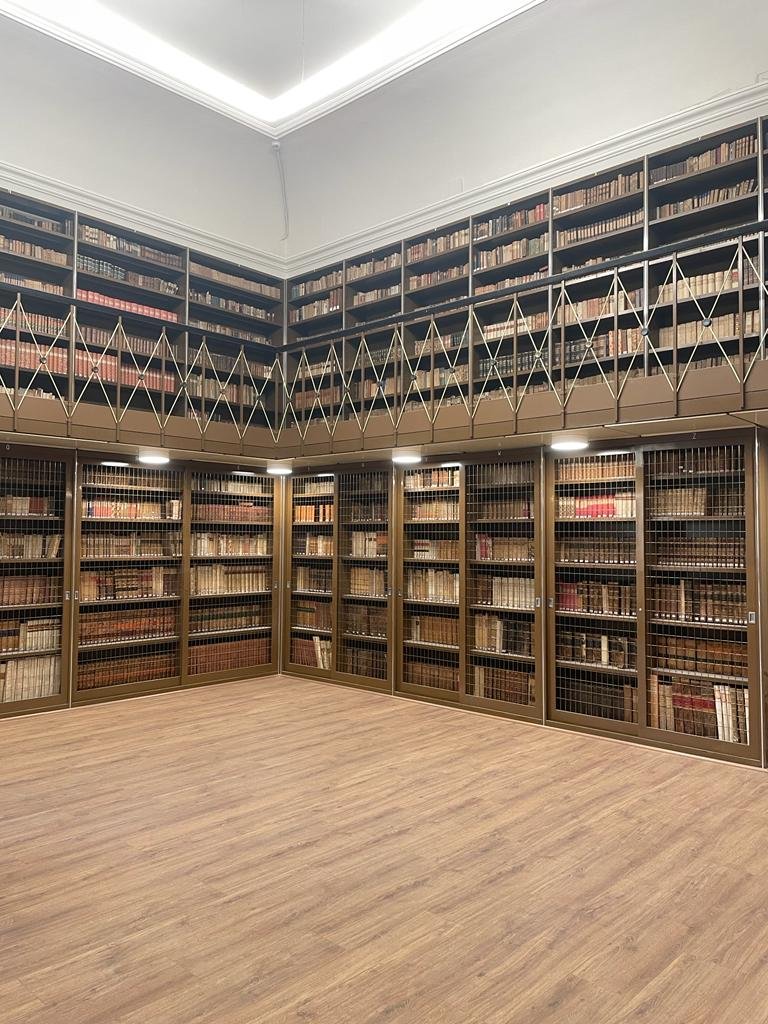
Sala "Francesco di Toppo" presso la Biblioteca Civica "Vincenzo Joppi" di Udine

La Biblioteca, composta da più di 4000 opere a stampa, tra cui 300 cinquecentine e 48 incunaboli, e una sessantina di manoscritti dei secoli XIV-XIX, confluiti nel cosiddetto Fondo Principale della Biblioteca, sono custoditi presso la Biblioteca Civica "Vincenzo Joppi". Quasi tutte le opere a stampa sono conservate presso la Sala a lui intitolata all'interno di Palazzo Bartolini, sede centrale della Biblioteca. Tra le opere di maggior pregio si segnalano la più antica edizione posseduta dalla “Joppi” ossia i Commentarii di Cesare stampati a Venezia nel 1471 da Nicolas Jenson e il Doctrinale di Alexander de Villa Dei pubblicato a Venezia nel 1474.